# Алексієвка (Белебеївський район)
Алексі́євка (рос. Алексеевка, башк. Алексеевка) — присілок у складі Белебеївського району Башкортостану, Росія. Адміністративний центр Розсвітівської сільської ради.
Населення — 575 осіб (2010; 538 в 2002).
Національний склад:
- чуваші — 35 %
- башкири — 29 %
- росіяни — 26 %